# Дамблдорова армија
Дамблдорова армија (скраћено ДА) је назив измишљеног удружења из романа о Харију Потеру британске списатељице Џ. К. Роулинг. Основао ју је Хари Потер, заједно са својим пријатељима Роном Визлијем и Хермионом Грејнџер. Њен првобитни циљ био је учење одбрамбене магије ради заштите од мрачног чаробњака Лорда Волдемора и његових Смртождера. Међутим, касније ДА постаје, уз Ред феникса, главна организација отпора Мрачном господару. Настаје у петој књизи, Хари Потер и Ред феникса, и помиње се све до краја серијала.

## Позадина
У јуну 1995. године Лорд Волдемор је, уз помоћ свог слуге, Питера Петигруа, повратио своје тело и моћи. Хари је присуствовао његовом повратку и борио се с њим, али је успео да побегне. Убрзо након што је чуо Харијеву причу, директор Хогвортса Албус Дамблдор је покренуо Ред феникса и обзананио целој чаробњачкој заједници да се Лорд Волдемор вратио. 
Министар магије, Корнелијус Фаџ, одбио је да поверује у Волдеморов повратак. Он је већ годинама страховао да би му Дамблдор могао преузети функцију, иако он никада није испољио никакву жељу да ради у Министарству магије. Зато му је та обзнана изгледала као покушај ширења панике, да би се уздрмао положај министра. Пошто је Волдемору одговарало да његов повратак остане скривен, није ништа јавно преузимао, тако ризикујући да се открије. Фаџ је почео да шири вести како је Дамблдор посенилио, а да је Хари само један уображени лажов, можда чак и умно поремећен. Велика већина чаробњака због тога није поверовала да је Други рат на помолу.
Фаџ је почео да се уплиће и у управљање Хогвортсом, све у нади да ће сменити Дамблдора и уклонити непостојећу опасност свог положаја. Чак је поверовао како Дамблдор тајно подучава ученике напредним чинима и клетвама, како би их искористио као своју војску и насилно преузео Министарство. Зато је донео неколико декрета о образовању, чиме је максимално смањио права директора и професора Хогвортса, а министарству проширио власт над школом. Као новог професора Одбране од мрачних вештина именовао је свог подсекретара, Долорес Амбриџ.
Убрзо је постало јасно да Амбриџова уопште није дошла у школу да ђаке подучави одбрамбеним чинима. На свим њеним часовима морали су само да читају посебно написан уџбеник који не говори како се практикују клетве. Уместо тога, Амбриџова је заводила дисиплину, уводећи разне забране и стављајући своје колеге професоре на пробни рад. Како је знао да ће, ма колико остали ученици не веровали у то, Волдемор кад-тад прећи у отворени напад, Хари је решио да подучи своје другове одбрани.

## Оснивање
Идеја о оснивању тајног друштва за учење одбрамбене магије, била је Хермионина. Мада се Хари, изнервиран што сви мисле да је лажов и лудак, у почетку противио тој идеји, схватио је да је боље да покуша. Организовали су састанак са ученицима који су хтели да саслушају Харија. Окупили су се у крчми Вепрова глава, у селу Хогсмид, у близини Хогвортса. Мада је већина ученика заправо дошла да чује Харијеву причу о убиству Седрика Дигорија, неколико њих који су му веровали подсетили су остале колико је он добар у Одбрани од мрачних вештина, и они су пристали да их подучава.
Амбриџова је преко свог доушника сазнала за Харијев састанак са ученицима, па је донела још један декрет, којим се забрањују сва удружења које она није одобрила. Упркос томе, одлучили су да наставе са својом идејом.

## Соба по потреби
Хари у почетку није знао где ће се одржавати часови, јер је број ученика био неочекивано велик (28). Кућни вилењак Доби, који је радио у Хогвортским кухињама, га је упутио на Собу по потреби. То је посебна одаја на седмом спрату Хогвортса. Она није увек ту, већ се појављује само ако је некоме стварно потребна, опремљена тачно онако како му треба. 
Хари, Рон и Хермиона су отишли на место где је Соба и у својој глави замолили да се створи просторија где ће моћи учити Одбрану од мрачних вештина, а да их Амбриџова не може пронаћи. На зиду су се створила лакирана црна врата, а унутра су пронашли књиге о одбрамбеној магији, детекторе мрачних сила и јастуке на којима су могле да седе и да на њих падају при учењу ошамућујућих чини.

## Чланови
Чланови првобитне Дамблдорове армије, која се састајала од октобра 1995. године до краја фебруара 1996. године били су:
Грифиндорци:
- Хари Потер
- Хермиона Грејнџер
- Рон Визли
- Фред Визли
- Џорџ Визли
- Џини Визли
- Невил Лонгботом
- Дин Томас
- Ли Џордан
- Парвати Петил
- Лавандер Браун
- Анђелина Џонсон
- Алисија Спинет
- Кејти Бел
- Колин Кривеј
- Денис Кривеј
- Шејмус Финиган (који је дошао само на последњи састанак)

Хафлпафовци:
- Ерни Макмилан
- Џастин Финч-Флечли
- Хана Абот
- Сузан Боунс
- Захарије Смит

Рејвенклоовци:
- Луна Лавгуд
- Чо Чанг
- Маријета Еџком
- Падма Петил
- Ентони Голдстин
- Мајкл Корнер
- Тери Бут

## Значајни чланови Дамблдорове армије

### Невил Лонгботом
Невил Лонгботом је лик из серије књига о Харију Потеру, а рођендан му је 30. јула, један дан пре Харијевог. Он је чврсто везан за своју баку, пошто су му родитељи, познати аурори, у току рата са Волдемором мучени до лудила, па се сада налазе у болници Сент Мунго. Невил, као и Хари, Рон и Хермиона припада хогвортској кући Грифиндор. 
Невил Лонгботом оставља утисак особе која је трапава и која се не сналази увек најбоље, али је изнад свега добар друг онима који га прихватају. Дебељушкаст је и ужаснои забораван, јер никада није успео да запамти лозинку за улаз у дневни боравак. Бака му је поклонила стаклену куглу - Незаборавка, која га подсећа да је нешто заборавио. У прва три романа дешавало се да се расплаче. Иако је на почетку био јако лош у градиву, током школовања се све више поправљао, а нарочито из Одбране од Мрачних вештина. Омиљени предмет на Хогвортсу му је Хербологија, наука о биљкама, из које је и најбољи у разреду. Његов жабац се зове Тревор. 
Невил се појавио у свим деловима књиге, као споредан лик. У првој књизи, Невил покушава да заустави Харија, Рона и Хермиону у намери да спасу Камен мудрости, јер је то било веома опасно. На крају, када су се додељивали поени кућама, и Невил је добио поене, јер, како је Дамблдор рекао тешко је супротставити се непријатељу, али је још теже супротставити се пријатељима. У трећој књизи, Хари Потер и затвореник из Аскабана, Хари Потер се у Ноћном витешком аутобусу представља као Невил Лонгботом. У петој књизи, Хари Потер и Ред феникса, испоставља се да је Невил био један од највернијих чланова Дамблдорове армије (ДА), па је заједно са Харијем, Роном, Хермионом, Џини и Луном кренуо у Министарство магије како би одбранио тајанствено пророчанство. У истом делу, упознајемо његове родитеље, Френка и Алису, у болници Сент Мунго.
Професорка предсказивања, Сибил Трилејни, чији рад, и подручје рада, сматрају несигурним добила је у једном тренутку привиђење које је чуо Албус Дамблдор, директор Хогвортса. Она је тад рекла да ће у коначном двобоју са Волдемором умрети или дечак (који се родио крајем јула) или Волдемор. Према томе, Хари је био у дилеми, јер је можда Невил био одабран да се бори са Волдемором, а не он.
У седмој књизи, Хари Потер и реликвије Смрти, се открива Невилова јуначка страна. Он постаје један од вођа побуњених ученика који су се борили против Смртождера Кероувих који заводили дисциплину у Хогвортсу после Дамблдорове смрти. Невил је обновио Дамблдорову армију. Он је открио пролаз кроз који су Хари, Рон и Хермајони ушли у Хогвортс. Био је један од најсрчанијих бораца у бици за Хогвортс, супротставио се Волдемору и убио змију Нагини, која је била последњи Хоркрукс.

### Луна Лавгуд
Луна Лавгуд (енгл. Luna Lovegood) је измишљени лик у свету Харија Потера, и плод је маште шкотске књижевнице Џоане К. Роулинг. Као лик у књигама о Харију Потеру, први пут се појавила у петој књизи, Хари Потер и Ред феникса у којој је описана као отелотворење шашавости - чаробни штапић јој је заденут иза увета, има наранџасте минђуше у облику роткве и огрлицу направљену од пампура кремпива, а часопис "Цепидлака" чита окренут нопако.
Луна је кћерка Ксенофила и Пандоре Лавгуд. Њена мајка је умрла несрећним случајем док је експериментисала са чаролијама. Луна је тада била стара девет година, тако да се о њеном одрастању старао отац, уредник часописа "Цепидлака". С обзиром да је видела смрт мајке, Луна је од тада па надаље могла да види Тестрале.
Луна има тамно плаву косу, очи сребрно сиве боје и блед тен.
Луна је похађала Хогвортс у периоду од 1992. до 1999. године. У школи је била разврстана у кућу Ревенкло. Током четврте године школовања, Луна се придружиле Дамблдоровој армији, тајној организацији основаној са циљем да Хари Потер подучава своје другове практичној одбрани од мрачних вештина у време док је Долорес Амбриџ инсистирала да ученици из овог предмета смеју стицати само теоретска знања. Луна је учествовала у бици у Одељену за мистерије 1996. године и у бици на Астрономској кули 1997. године. 
Роулингова је често изјављивала како је Луна Лавгуд потпуна Хермајонина супротност: док Луна верује свему ономе што чује и што проистиче из веровања, док Хермајони сва своја запажања и ставове темељи на логици и чињеницама. Хермајони неколико пута покушава да убеди Луну да одбаци нека своја убеђења утемељена на гласинама и нагађањима, али безуспешно. Међутим, Луна није глупа, напротив, као Ревенкловка, она верује да је „ум без граница човеково највеће благо“. Хермионино мишљење о Луни се нарочито поправило након што је Луна показала своју лојалност и храброст учешћем у бици у Одељењу за мистерије. Након тога, Хермиона једноставно прихвата да она и Луна имају различите погледе на свет.
Луна је необична девојка, мирне нарави и изузетне интелигенције. Њено држање и глас су често деловали одсутно и сањиво, а разговор би једноставно напуштала уколико јој не би био занимљив. Кажу да има "таленат за непријатну искреност". Луна је увек потпуно спокојна и ретко се чинило да је узнемирена или под стресом, чак и у најтежим околностима. 
У седмом делу, Хари Потер и реликвије смрти популарнога серијала, сазнајемо нешто више о породичном животу Луне Лавгуд. Упознајемо Луниног Оца, Ксенофила Лавгуда, ексцентричног као и Луна, који ће одиграти кључну улогу у Харијевом схватању Реликвија смрти. Како би заштитио Луну која је тада била заробљена од стране смртождера Ксенофил је издао Харија њима.
У посебном интервјуу Џоана износи појединости о Луним животу након 20 година. Луна је познати зоолог, односно магизоолог, и управо захваљујући оној ширини размишљања, којом може да уочи ствари које други „скучених размишљања не могу видети“ наводи Џоана. Иако је открила многе врсте Луна је на крају ипак морала да призна да не постоји Згужванороги снорлак. Удала се за Ролфа Скамандера такође познатог магизоолога, иначе сина Њута Скамандера, са којим има близанце Лоркана и Лисандера. Луна је остала добар пријатељ са Харијем Потером и његовом супругом Џини који су, по Луни, дали име свом трећем детету, кћерки Лили Луна Потер.

### Фред и Џорџ Весли
Фред и Џорџ Весли су старија браћа Рона и Џине Весли и они су нераздвојни и заједно упадају у невоље. У последњем делу серијала, Реликвије смрти, Фред је убијен.

## Име
На првом састанку, Хермиона је предложила да се одабере име за групу. Након неколико предлога: Антиамбриџовска лига (Анђелина Џонсон), Покрет Министарство магије су морони (Фред Визли), Дефанзивна асоцијација (Чо Чанг), изабран је предлог Дамблдорова армија, који је дала Џини Визли. Ово је, у ствари, била само пошалица на рачун Министарства, али је касније имала улогу у обрту.

## Часови
На часовима су се обично делили у парове и вежбали чини и клетве које им је Хари предлагао. У књизи (Хари Потер и Ред феникса) се помињу Експелиармус (разоружавајућа клетва), Импедимента (онеспособљавајући урок), Редукто (распарчавајућа клетва), Протего (заштитна чин), Ошамути (ошамућујућа клетва) и Патронуси. Хари би неко време вежбао са осталима, а касније пролазио Собом и предлагао другима како да боље баце неку клетву. 
Часови су се одржавали увече једном недељно, али се обично мењао дан, јер је велики део групе тренирао квидич. Хермиона је смислила начин да се сви обавештавају тако што је свима поделила по један лажни златник (галеон). На месту где су обично били серијски бројеви новчића налазили су се датум и време следећег састанка. Када би Хари одредио кад ће то бити, преместио би бројеве и сви остали новчићи би се загрејали док би им се мењали датум и време.

## Крај првобитне ДА
Маријета Еџком, другарица Чо Чанг, Харијеве прве девојке, једне је вечери у фебруару одала Амбриџовој да удружење постоји. Међутим, како је Хермиона бацила урок на списак чланова, лице су јој прекриле бубуљице формирајући реч ТУЖИБАБА. Њих годинама након тога није могла да се отараси. 
Доби је упозорио Харија да Амбриџова долази, па су остали усред састанка успели да побегну, али је Харија док је бежао ухватио Драко Мелфој, који је са осталим Слитеринцима помагао Амбриџовој. Они су нашли и списак чланова. Када је Амбриџова одвела Харија у Дамблдорову канцеларију да га искључе из школе, министар магије Фаџ, који је дошао тамо, видео је да се удружење зове Дамблдорова армија. Дамблдор је онда, у покушају да задржи Харија у школи, дао лажно признање да је све била његова идеја и како је он стварно организовао ученике у своју војску. Због тога је морао да побегне, притом савладавши Фаџа, Амбриџову и два Аурора (борца против мрачних чаробњака). Амбриџова је постала директор, али је убрзо после појављивања Лорда Волдемора и доказа да се стварно вратио, Дамблдор враћен на свој положај, а Фаџ је поднео оставку.

## Друга ДА
Друга ДА је оформљена у седмом, последњем делу, Хари Потер и реликвије Смрти. Пошто су Хари, Рон и Хермиона тада били у потрази за хоркруксима, водили су је Невил Лонгботом, Луна Лавгуд и Џини Визли, претходни најревноснији чланови. Њен задатак је био борба против смртождерског режима који је овладао школом након Дамблдорове погибије. Невил је једном приликом реко да су ноћу писали графите по школи са текстом: „Дамблдорова армија-регрутујемо нове чланове“, и слично. Чак су покушали да украду Грифиндоров мач из кабинета Северуса Снејпа, који је постао нови директор. Луну су отели Смртождери после првог полугодишта. Џини се није враћала после Ускрса, а Невил је морао да се склони у Собу по потреби која је до Харијевог доласка постала дом већини чланова.
У последњој бици за Хогвортс, ДА је узела, заједно са Редом феникса, велики удео у борби против Волдемора и Смртождера. Чак су се и неки стари чланови који су завршили школу вратили да помогну. Једини чланови Армије који се помињу да су тад погинули су били Фред Визли и Колин Кривеј, мада се претпоставља да их је било још, јер је Велика сала била пуна мртвих тела бораца за Хогвортс при крају романа.    